# Lew Rywin
Lew Rywin (* 10. November 1945 in Niżnyj Alkiejew, Tatarische ASSR, Russische SFSR, Sowjetunion) ist ein polnischer Filmproduzent, der vor allem durch die sogenannte Rywin-Affäre auch international in die Schlagzeilen geriet.
Rywin kam in den 1950er Jahren mit seinen Eltern nach Polen. Er spricht vier Sprachen, wobei er Polnisch mit leichtem russischem Akzent spricht. Lew Rywin arbeitete von 1984 bis 1991 beim staatlichen polnischen Fernsehen TVP. Bis 1989 war er der Leiter der Auslandshandelsabteilung und bis 1991 stellvertretender Präsident des Fernsehsenders. 1991 gründete er die Filmproduktionsfirma Heritage Films, die er zur größten Filmproduktionsfirma Polens machte. Später wurde außerdem noch Präsident von Canal+ Polska und war noch bis 2003 im Aufsichtsrat von Canal+.
Im Juli 2002 begann der Korruptionsskandal, der unter dem Namen Rywin-Affäre bekannt wurde. In deren Folge wurde Rywin zu zweieinhalb Jahren Haft verurteilt, später wurden sie auf zwei Jahre reduziert. Im Mai 2009 wurde er erneut verhaftet.  Die Staatsanwaltschaft warf ihm vor, ein falsches medizinisches Gutachten in Auftrag gegeben zu haben, um so seine Inhaftierung zu verhindern.

## Filmographie (Auswahl)
- 1990 – Hitlerjunge Salomon – Ausführender Produzent von Artur Brauner – Regie: Agnieszka Holland
- 1993 – Schindlers Liste – Co-Produzent – Regie: Steven Spielberg
- 1993 – Die Entführung der Agata – Regie: Marek Piwowski
- 1995 – Der Teufel und die Jungfrau – Regie: Janusz Majewski
- 1995 – Die Karwoche – Regie: Andrzej Wajda
- 1996 – Der Unhold – Ausführender Produzent – Regie: Volker Schlöndorff
- 1997 – Der Bandit – Regie: Maciej Dejczer
- 1999 – Pan Tadeusz – Regie: Andrzej Wajda
- 1999 – Aimée & Jaguar – Ausführender Produzent – Regie: Max Färberböck
- 1999 – Jakob, der Lügner – Co-Produzent – Regie: Peter Kassovitz
- 2001 – Der Hexer – Regie: Marek Brodzki
- 2002 – Der Pianist – Ausführender Produzent[2] – Regie: Roman Polański
- 2003 – Pornografia – Regie: Jan Jakub Kolski